# Shield Lake (Antarktika)
Der Shield Lake (englisch für Schildsee) ist ein See an der Ingrid-Christensen-Küste des ostantarktischen Prinzessin-Elisabeth-Lands. Auf der Breidnes-Halbinsel in den Vestfoldbergen liegt er unmittelbar südlich des Ekho Lake.
Der See gehört zu einer Reihe von Seen in den Vestfoldbergen, die auf der Davis-Station untergebrachte Biologen im Rahmen der Australian National Antarctic Research Expeditions im Jahr 1974 untersuchten. Das Antarctic Names Committee of Australia benannte ihn 1975 deskriptiv nach seiner Form.